# تایسن
تایسن (به آلمانی: Theißen) یک منطقهٔ مسکونی در آلمان است که در تسایتس واقع شده‌است. تایسن ۱٬۹۱۵ نفر جمعیت دارد.